# Dr Vegas
Dr Vegas (Dr. Vegas) est une série télévisée américaine en dix épisodes de 42 minutes, créée par John Herzfeld et dont seulement cinq épisodes ont été diffusés entre le 24 septembre et le 29 octobre 2004 sur CBS.
En France, le premier épisode a été diffusé le 15 décembre 2006 sur Série Club dans les Screenings 2006.

## Synopsis
Le docteur Billy Grant quitte le service des urgences où il travaille pour s'installer dans un casino de Las Vegas. Dans son luxueux cabinet, il soigne aussi bien les clients que les employés du casino et leur famille, mais également des individus peu recommandables.

## Distribution
- Rob Lowe : Dr Billy Grant
- Joe Pantoliano : Tommy Canterna
- Amy Adams : Alice Doherty
- Sarah Lancaster : Veronica Harold
- Tom Sizemore : Vic Moore

## Épisodes
1. Pilote (Pilot)
2. Une longueur d'avance (Advantage Play)
3. Pari sur la mort (Dead Man Live Bet)
4. Tapis (All In)
5. Abus de confiance (Limits)
6. Attention bébé (Babe in the Woods) non diffusé
7. Remords (Out Damned Spot) non diffusé
8. Lendemain difficile (Heal Thyself) non diffusé
9. L'argent ne fait pas le bonheur (For Love or Money) non diffusé
10. Cœur de rockeur (Lust for Life) non diffusé

## Autour de la série
- Amy Adams et Sarah Lancaster ont participé à Sexe Intentions 2, mais les scènes de Sarah Lancaster furent supprimées au montage.
- Amy Adams fut renvoyée de la série à la suite d'un différend dans son contrat avec la production[1].